# Beatriz Rico
Beatriz Juarros Rico, més coneguda com a Beatriz Rico (Avilés, Astúries, 25 de febrer de 1970) és una actriu espanyola.

## Biografia
Va passar la major part de la seva infància i adolescència a Gijón, on va estudiar batxillerat a l'Institut Jovellanos. Amb 19 anys es va traslladar a Madrid per a estudiar art dramàtic i ballet. Ha fet treballs en cinema, televisió, teatre, com a cantant i model fotogràfic.
Va debutar davant les càmeres el 1991 com a hostessa del concurs El precio justo, presentat per Joaquín Prat a Televisión Española. La maquillaven perquè semblés tenir més edat, ja que era una veinteañera i per la seva cara aniñada semblava una adolescent. La seva espontaneïtat davant la càmera, la ràpida popularitat aconseguida, la seva expressivitat, simpatia i frescor juvenil, van ser les seves credencials perquè, en 1992, fos contractada per Telecinco com a presentadora de programes infantils. Entre 1992 i 1994 va estar al capdavant de l'espai dedicat als més petits Telebuten. Beatriz Rico era, en aquella època, un mite eròtic per a molts adolescents espanyols, els seus posters tenien picardía i certa càrrega eròtica. En l'última setmana de març de 2013, va ser portada de la revista Interviú, encara que mai va arribar a posar totalment nua.
Ha rodat més de 60 pel·lícules, protagonitzat 15 obres teatrals i 4 sèries de televisió. L'any 2012 va començar gira amb el seu primer monòleg "Mejor Viuda Que Mal Casada" i des de 2017 va començar amb el seu segon monòleg "Antes Muerta Que Convicta", amb el que ha fer diverses temporades a Madrid. Des de 2013 actua amb la seva banda de versions de rock "Rico & Roll", amb la que ha tret el disc "Sueños Que No Caducan". El single "Dámelo" ha arribat a estar en els primers llocs de vendes.
Al maig de 2011 va rebre el Premi "Compromís Cinema Espanyol". A l'octubre de 2013 va ser nomenada Sòcia d'Honor de l'associació Defensa Animal Regió de Múrcia (DARMUR), per la seva col·laboració contra el maltractament animal.
És protagonista en el curtmetratge sobre el càncer de mama La Teta Que Os Falta (2013), de César Ríos, premiat en desenes de festivals per tot el món, inclòs Premi a la Millor Actriu en el VIII Festival Internacional de Cinema Solidari de Castella-la Manxa.
A l'abril de 2014 va rebre el premi "Celebritat de l'Any Amiga dels Animals", atorgat per AnimaNaturalis.
La seva pel·lícula Las hijas de Danao (2014), estrenada al XVII Festival de Màlaga, ha rebut multitud de premis: en II Florida Movie Fest (Casselberry, maig de 2015), així com en Hudson, Bombai i Jakarta. El gener de 2017 resulta guanyadora del Premi a Millor Actriu Nacional per Las hijas de Danao al I Festival de cinema d'autor i cinema independent de Mallorca..Recentment ha participat en l'última pel·lícula d'Álvaro Fernández-Armero, Si yo fuera rico (2019).

## Militància político-social
És membre de la Plataforma de Dones Artistes contra la Violència de Gènere, presidida per Cristina del Valle, activista animalista i pro-Sàhara, a més de ser coneguda la seva implicació en causes humanitàries com a Metges Sense Fronteres, Càritas o Llibertat per a Palestina. L'any 2010 va acudir al Parlament Europeu per defensar els drets de la població palestina. També és Sòcia d'Honor del Partit Animalista PACMA i ambaixadora de la fundació Orange Espanya per a nens amb autisme.

## Filmografia

### Cinema
- Hermana, pero ¿qué has hecho?, de Pedro Masó (1995).
- Los hombres siempre mienten, d'Antonio del Real (1995).
- Istanbul kanatlarimin altinda, de Mustafa Altioklar (1996).
- Palace, de Joan Gràcia, de Paco Mir i Carles Sans (1996).
- Pesadilla para un rico, de Fernando Fernán Gómez (1996).
- Corazón loco, d'Antonio del Real (1997).
- Simpatici e antipatici de Christian De Sica (1998).
- Cuando el mundo se acabe te seguiré amando, de Pilar Sueiro (1998).
- Quince, de Francisco Rodríguez Gordillo (1998).
- Lázaro de Tormes, de Fernando Fernán Gómez (2000).
- Esta noche, no, d'Álvaro Sáenz de Heredia (2001).
- Historia de un beso, de José Luis Garci (2002).
- Atraco a las 3 y media, de Raul Marchand (2003).
- Tiovivo c. 1950, de José Luis Garci (2004).
- Un día sin fin, de Guido Manfredonia (2004).
- El desenlace, de Juan Pinzás (2005).
- Cenizas del cielo, de José Antonio Quirós (2008).
- Radio Love, de Leonardo de Armas (2009).
- Abrázame, d'Óscar Parra de Carrizosa (2011).
- El Clan, de Jaime Falero (2013).
- Las hijas de Danao, de Fran Kapilla (2014).
- Fuera de Foco, de Montes y Ciudad (2014).
- El Manuscrito Vindel, de José Manuel Fernández-Jardón (2016).
- Si yo fuera rico, d'Álvaro Fernández Armero (2019).

### Televisió
- Carmen y familia (1996).
- A las once en casa (1998 - 1999).
- Abierto 24 horas (2000 - 2001).
- Un paso adelante (2002 - 2004).
- Ellas y el sexo débil (2006).
- La que se avecina (2013).
- Tu cara me suena 6 (2017).

### Teatre
- Don Juan Tenorio (1998).
- Momentos de mi vida (2000), d'Alan Ayckbourn.
- Las señoritas de Aviñón (2001), amb María Asquerino.
- Deseo bajo los olmos (2006).
- El viaje hacia ninguna parte (2007), de Fernando Fernán Gómez.
- Los 39 escalones (2008 y 2012).
- Las novias de Travolta (2011).
- Mejor Viuda Que Mal Casada (2011*2016).
- Ladridos (2013).
- Swingers (2016), de Tirso Calero.
- Qué bello es morir (2016).